# فلاديمير (روسيا)
فلاديمير (بالروسية: Владимир) هي إحدى مدن روسيا في الكيان الفدرالي الروسي فلاديمير أوبلاست.

## المناخ
يظهر الجدول التالي التغييرات المناخية على مدار السنة لفلاديمير:
| البيانات المناخية لـفلاديمير      | البيانات المناخية لـفلاديمير | البيانات المناخية لـفلاديمير | البيانات المناخية لـفلاديمير | البيانات المناخية لـفلاديمير | البيانات المناخية لـفلاديمير | البيانات المناخية لـفلاديمير | البيانات المناخية لـفلاديمير | البيانات المناخية لـفلاديمير | البيانات المناخية لـفلاديمير | البيانات المناخية لـفلاديمير | البيانات المناخية لـفلاديمير | البيانات المناخية لـفلاديمير | البيانات المناخية لـفلاديمير |
| الشهر                             | يناير                        | فبراير                       | مارس                         | أبريل                        | مايو                         | يونيو                        | يوليو                        | أغسطس                        | سبتمبر                       | أكتوبر                       | نوفمبر                       | ديسمبر                       | المعدل السنوي                |
| --------------------------------- | ---------------------------- | ---------------------------- | ---------------------------- | ---------------------------- | ---------------------------- | ---------------------------- | ---------------------------- | ---------------------------- | ---------------------------- | ---------------------------- | ---------------------------- | ---------------------------- | ---------------------------- |
| الدرجة القصوى °م (°ف)             | 7.1 (44.8)                   | 9.5 (49.1)                   | 17.8 (64.0)                  | 27.8 (82.0)                  | 34.0 (93.2)                  | 34.4 (93.9)                  | 37.1 (98.8)                  | 36.5 (97.7)                  | 29.5 (85.1)                  | 25.0 (77.0)                  | 14.8 (58.6)                  | 9.2 (48.6)                   | 37.1 (98.8)                  |
| متوسط درجة الحرارة الكبرى °م (°ف) | −5.6 (21.9)                  | −5.0 (23.0)                  | 1.5 (34.7)                   | 10.9 (51.6)                  | 18.6 (65.5)                  | 22.1 (71.8)                  | 24.3 (75.7)                  | 22.0 (71.6)                  | 15.7 (60.3)                  | 8.0 (46.4)                   | −0.4 (31.3)                  | −4.4 (24.1)                  | 9.0 (48.2)                   |
| المتوسط اليومي °م (°ف)            | −8.5 (16.7)                  | −8.5 (16.7)                  | −2.5 (27.5)                  | 5.7 (42.3)                   | 12.6 (54.7)                  | 16.6 (61.9)                  | 18.8 (65.8)                  | 16.5 (61.7)                  | 10.8 (51.4)                  | 4.6 (40.3)                   | −2.4 (27.7)                  | −7.0 (19.4)                  | 4.7 (40.5)                   |
| متوسط درجة الحرارة الصغرى °م (°ف) | −11.3 (11.7)                 | −11.5 (11.3)                 | −5.8 (21.6)                  | 1.4 (34.5)                   | 7.3 (45.1)                   | 11.8 (53.2)                  | 14.0 (57.2)                  | 12.1 (53.8)                  | 7.2 (45.0)                   | 2.1 (35.8)                   | −4.7 (23.5)                  | −9.4 (15.1)                  | 1.1 (34.0)                   |
| أدنى درجة حرارة °م (°ف)           | −39.7 (−39.5)                | −36.1 (−33.0)                | −30.0 (−22.0)                | −16.1 (3.0)                  | −9.0 (15.8)                  | 0.0 (32.0)                   | 3.9 (39.0)                   | 0.0 (32.0)                   | −6.3 (20.7)                  | −18.9 (−2.0)                 | −27.2 (−17.0)                | −43.0 (−45.4)                | −43.0 (−45.4)                |
| الهطول مم (إنش)                   | 40 (1.6)                     | 30 (1.2)                     | 29 (1.1)                     | 33 (1.3)                     | 45 (1.8)                     | 78 (3.1)                     | 63 (2.5)                     | 62 (2.4)                     | 52 (2.0)                     | 61 (2.4)                     | 48 (1.9)                     | 44 (1.7)                     | 585 (23.0)                   |
| متوسط الأيام الممطرة              | 5                            | 3                            | 6                            | 12                           | 15                           | 17                           | 15                           | 15                           | 16                           | 16                           | 10                           | 5                            | 135                          |
| متوسط الأيام المثلجة              | 26                           | 23                           | 16                           | 6                            | 1                            | 0                            | 0                            | 0                            | 1                            | 6                            | 18                           | 25                           | 122                          |
| متوسط الرطوبة النسبية (%)         | 86                           | 82                           | 76                           | 71                           | 67                           | 73                           | 76                           | 79                           | 82                           | 85                           | 88                           | 87                           | 79                           |
| المصدر: Pogoda.ru.net             |                              |                              |                              |                              |                              |                              |                              |                              |                              |                              |                              |                              |                              |

## توأمة
لفلاديمير (روسيا) اتفاقيات توأمة مع كل من:
- أوستي ناد لابم [10]
- سانتس [10]
- إرلنغن (1983 - )[10]
- كامبوباسو [11]
- تشونغتشينغ [10]
- كيرافا [10]
- أنطاليا
- أنغياري [11]
- Bloomington–Normal [الإنجليزية]‏ [11]
- كانتربيري [11]
- جيلينيا جورا [10]
- كارجلي [10]
- ساراسوتا [10]
- Yuzhong, Chongqing [الإنجليزية]‏

## معرض صور

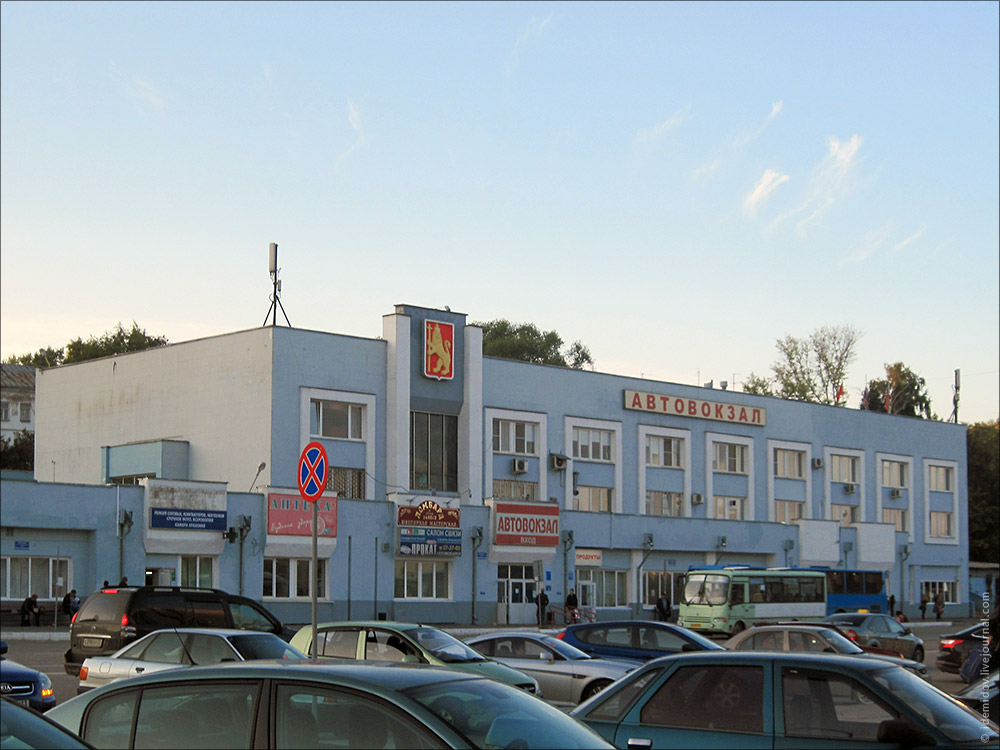
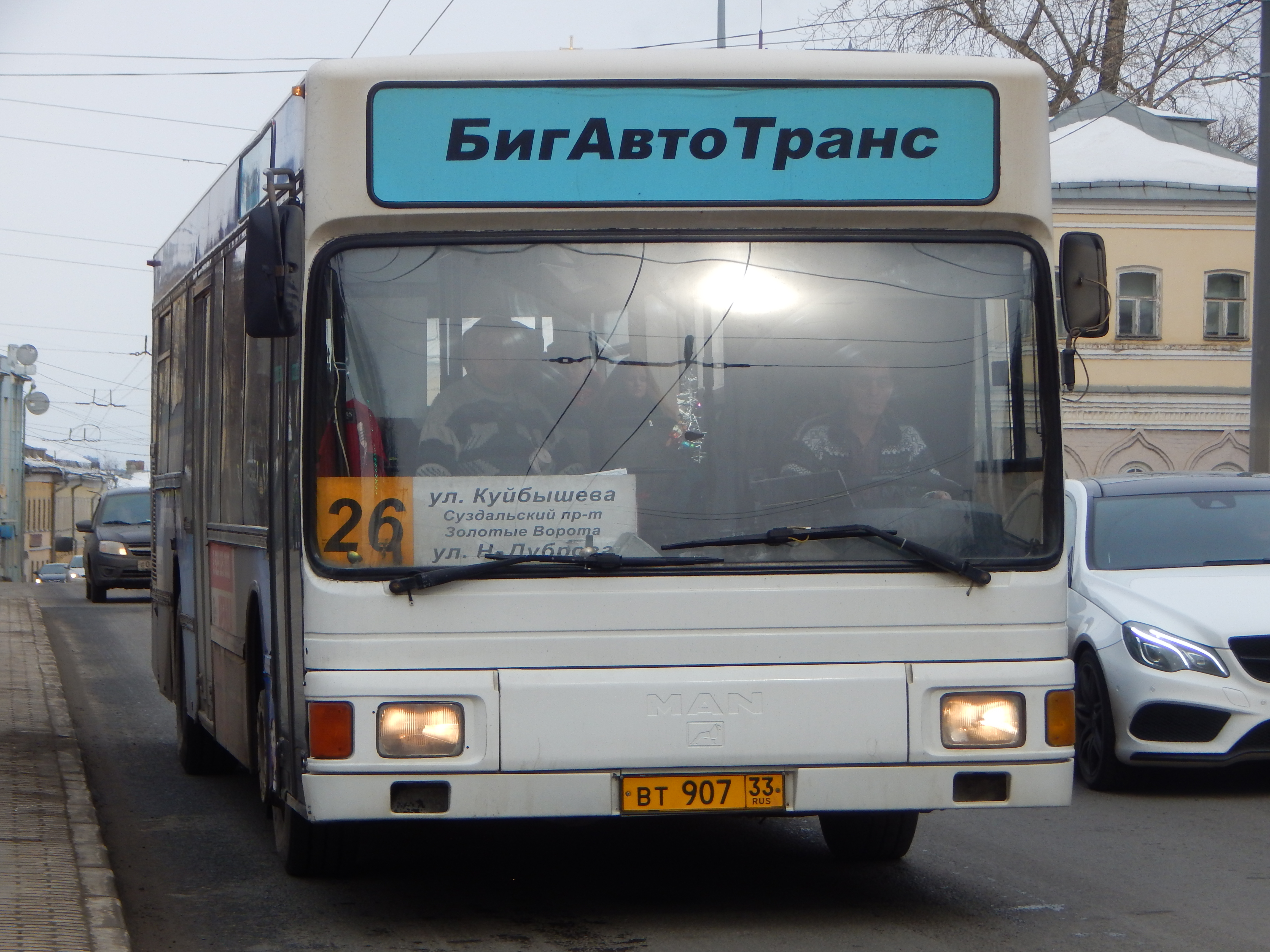
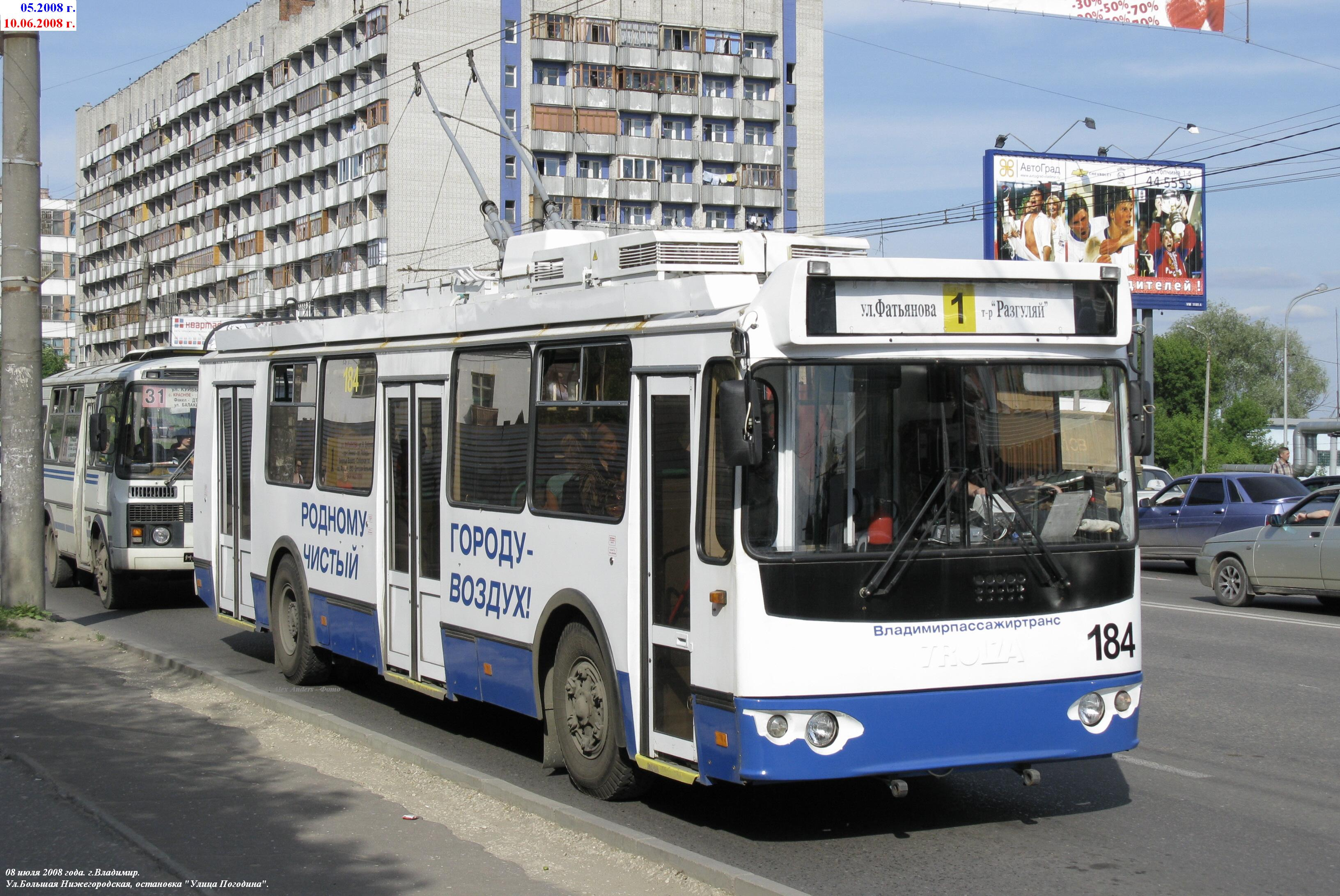
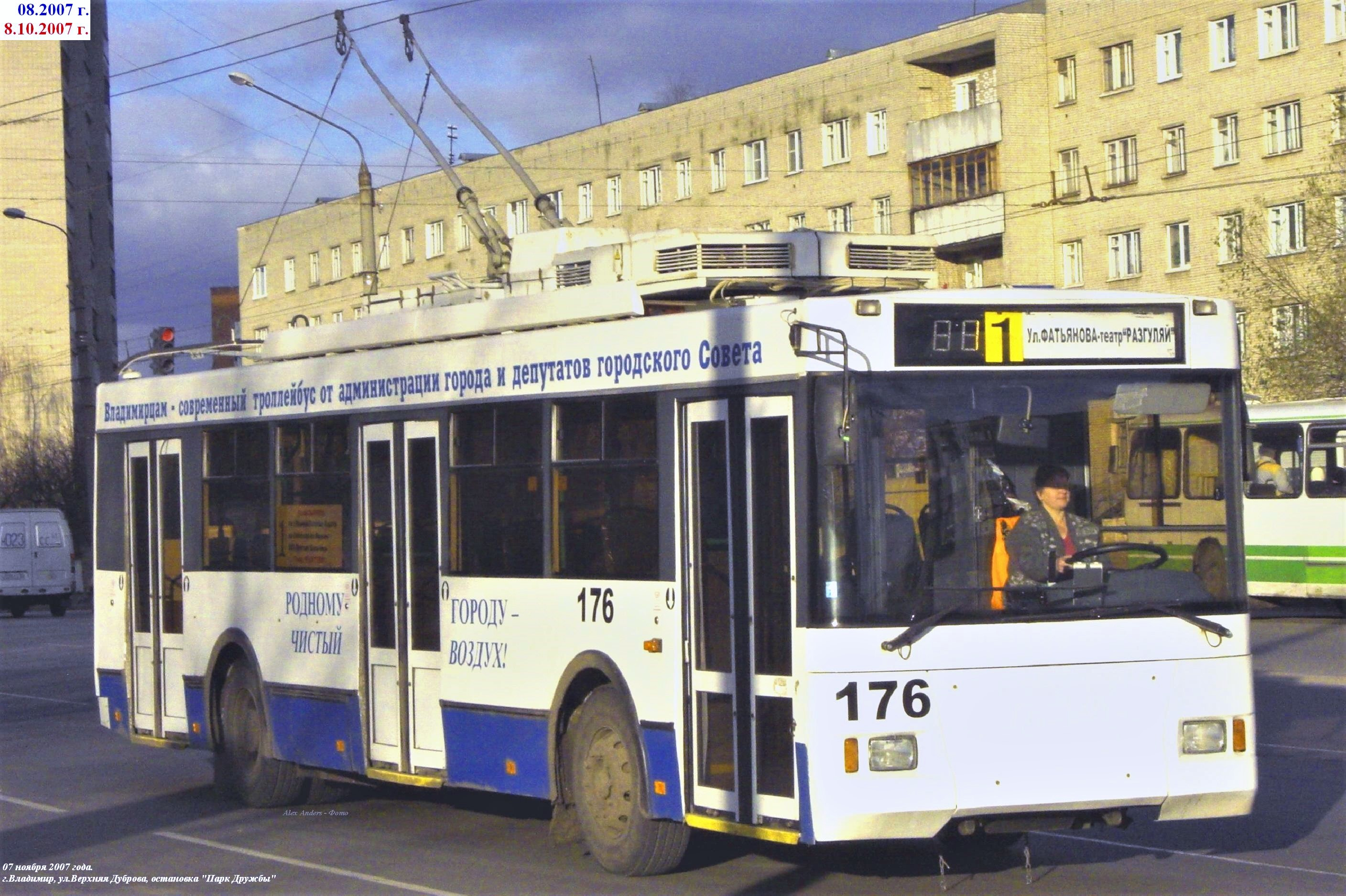
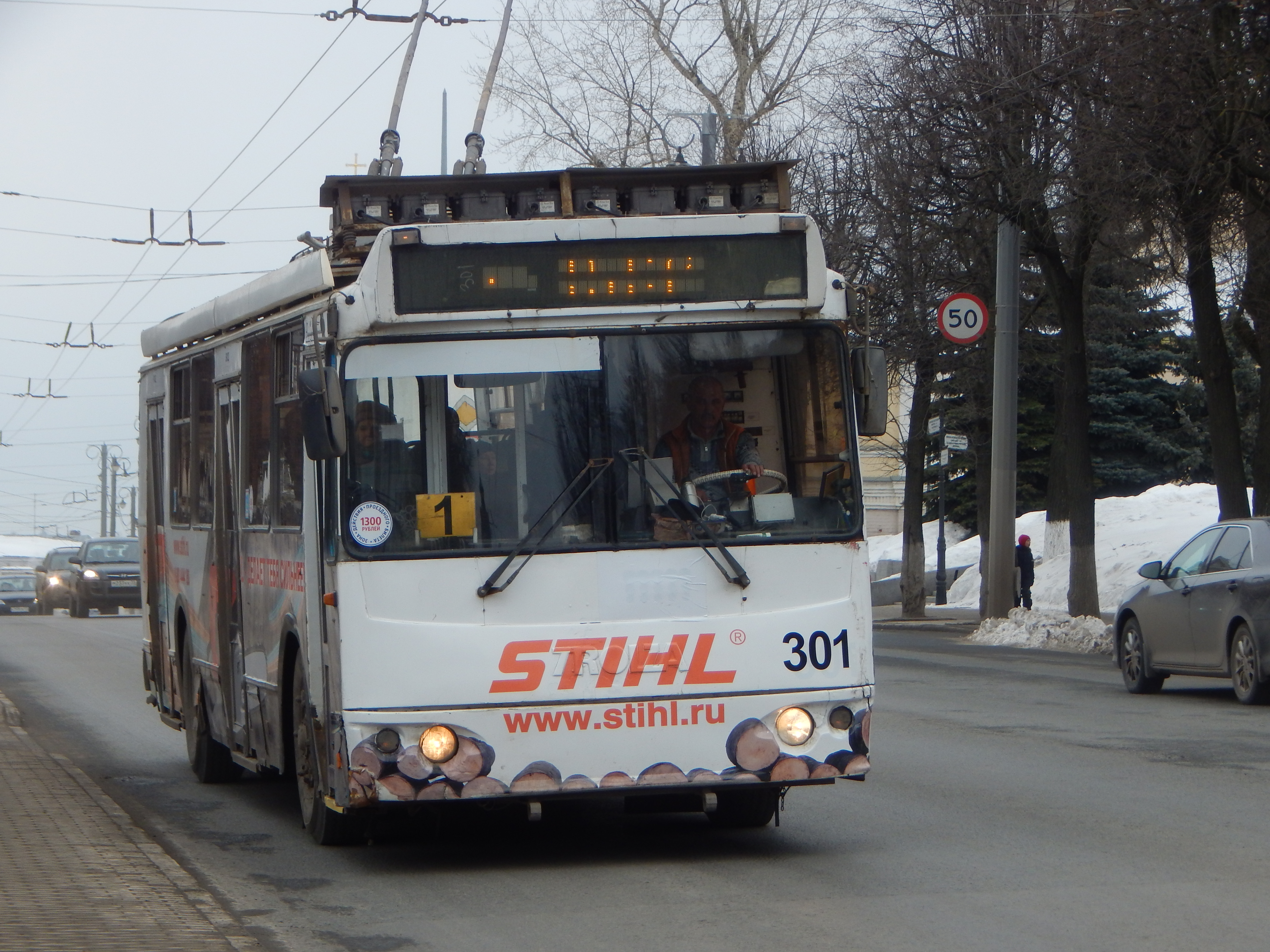
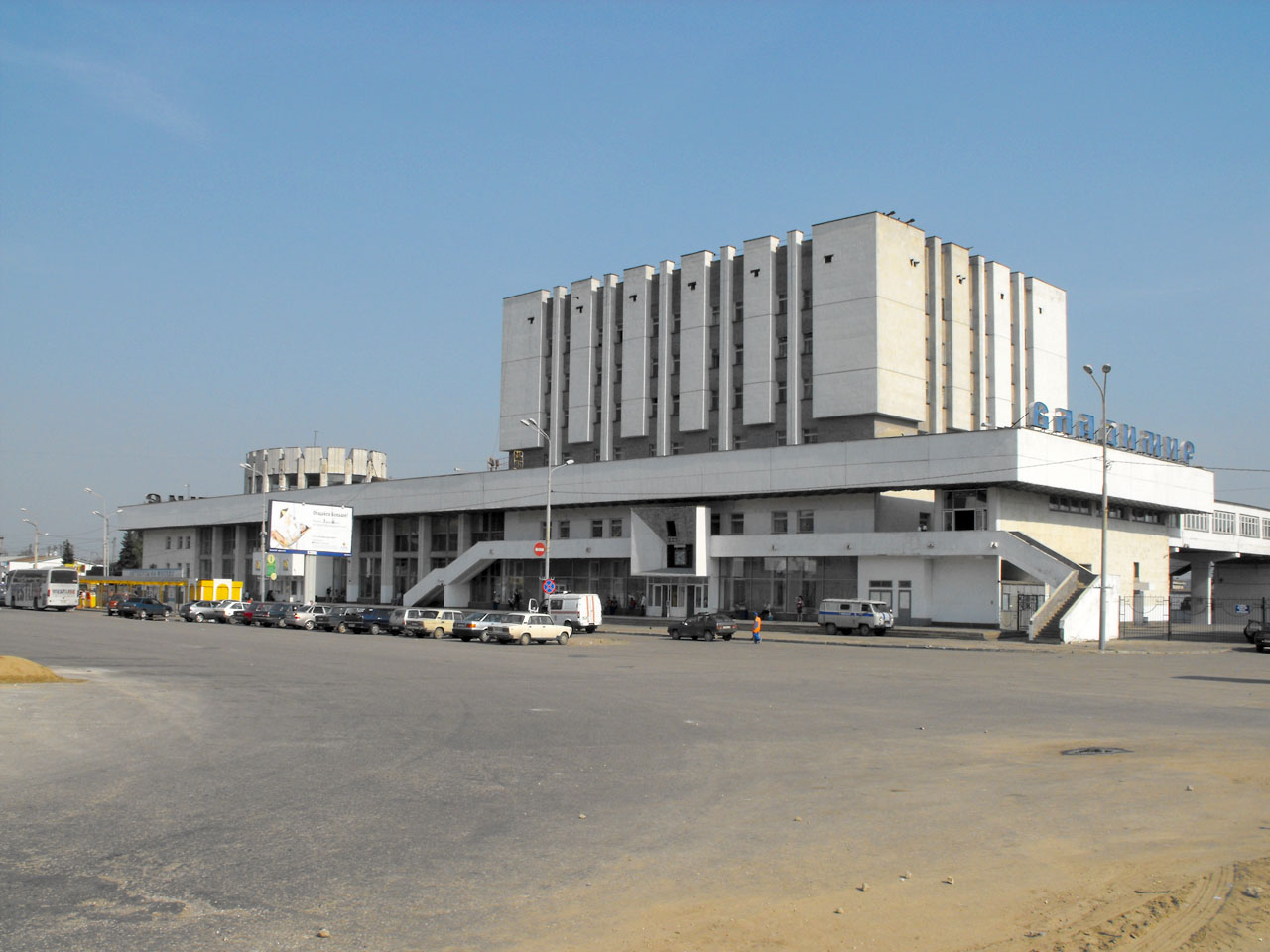

## أعلام
- فالنتين أفونين
- كسينيا باريسوفنا
- فاسيلي ياروسلافيتش
- فسيفولود الثالث العش الكبير
- إيفان فاسيليفيتش سميرنوف
- آنا لوجينوفا
- أليكسي باتالوف
- نيكولاي أندريانوف